# جيري لوسون (مغني)
جيري لوسون (بالإنجليزية: Jerry Lawson)‏ هو مغني أمريكي، ولد في 23 يناير 1944.

## وصلات خارجية
- الموقع الرسمي
- جيري لوسون على موقع ميوزك برينز (الإنجليزية)
- جيري لوسون على موقع ديسكوغز (الإنجليزية)